# Nematopodius unicolor
Nematopodius unicolor là một loài tò vò trong họ Ichneumonidae.